# Municipio de Taylor (condado de Traverse)
El municipio de Taylor (en inglés: Taylor Township) es un municipio ubicado en el condado de Traverse en el estado estadounidense de Minnesota. En el año 2010 tenía una población de 105 habitantes y una densidad poblacional de 0,78 personas por km².

## Geografía
El municipio de Taylor se encuentra ubicado en las coordenadas 45°58′44″N 96°28′49″O / 45.97889, -96.48028. Según la Oficina del Censo de los Estados Unidos, el municipio tiene una superficie total de 134.74 km², de la cual 134,74 km² corresponden a tierra firme y (0 %) 0 km² es agua.

## Demografía
Según el censo de 2010, había 105 personas residiendo en el municipio de Taylor. La densidad de población era de 0,78 hab./km². De los 105 habitantes, el municipio de Taylor estaba compuesto por el 96,19 % blancos, el 0,95 % eran amerindios, el 2,86 % eran de otras razas. Del total de la población el 2,86 % eran hispanos o latinos de cualquier raza.